# Lockridge, Iowa
Lockridge là một thành phố thuộc quận Jefferson, tiểu bang Iowa, Hoa Kỳ. Năm 2010, dân số của thành phố này là 268 người.

## Dân số
Dân số qua các năm:
- Năm 2000: 275 người.
- Năm 2010: 268 người.